# Maata Mahupuku
Maata Mahupuku, também conhecida como Martha Grace e Martha Asher (10 de abril de 1890 - 15 de janeiro de 1952), foi a musa e amante da contista Katherine Mansfield. De ascendência maori, descendente de um líder tribal da Nova Zelândia, ela se identificou com os Ngati Kahungunu iwi.

## Vida
Mahupuku era neta de um chefe Maori, Wiremu Mahupuku. Ela nasceu em Greytown, Wairarapa, Nova Zelândia, em 10 de abril de 1890. Seu pai, Richard William Mahupuku, criava ovelhas. Ele morreu quando ela era jovem e sua mãe, Emily Sexton, se casou com outro criador de ovelhas, Nathaniel Grace. Ela ficou conhecida como Martha Grace.

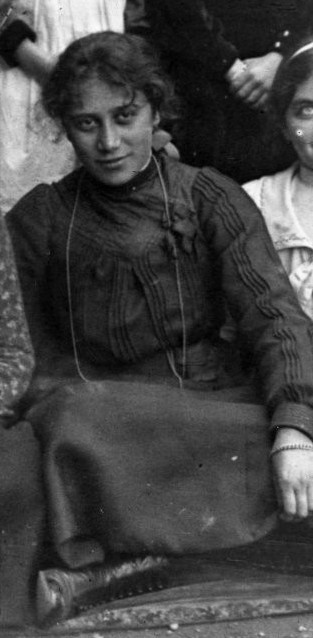
Martha Grace, também conhecida como Maata Mahupuku, em uma foto da escola em 1901

Ela é mais lembrada por seu relacionamento com a escritora Katherine Mansfield, que era dois anos mais velha que ela, inicialmente enquanto ambos estavam na escola em Wellington e depois em Londres e por correspondência.
Mahupuku herdou terras substanciais e, apesar de seu advogado desviar parte de seus fundos, ela era uma mulher rica. Seu primeiro marido foi George McGregor, filho dos conhecidos moradores de Wanganui, George McGregor e Pura Te Mānihera. Mais tarde, ela se casou pela segunda vez e era conhecida em sua morte como Martha Asher.
Mansfield começou um romance sobre ela, do qual Mahupuku alegou ter o texto completo, mas após a morte de Mansfield apenas um capítulo e um plano foram encontrados.